# Festa dei lavoratori
La Festa dei lavoratori viene celebrata il 1º maggio di ogni anno in molti paesi del mondo (negli Stati Uniti d'America e Canada nel primo lunedì di settembre), per ricordare tutte le lotte per i diritti dei lavoratori, originariamente nate per la riduzione della giornata lavorativa.

## Storia

### Le prime origini, nell'Illinois
La festa dei lavoratori affonda le sue radici in un periodo di significative e frequenti manifestazioni per i diritti degli operai delle fabbriche durante la Rivoluzione industriale negli Stati Uniti d'America, guidate dall'Associazione dell'Ordine dei Cavalieri del Lavoro americano, i Knights of Labor.
Nel 1866, fu approvata a Chicago, in Illinois, la prima legge delle otto ore lavorative giornaliere, legge che entrò in vigore soltanto l'anno dopo, il 1º maggio 1867, giorno nel quale fu organizzata un'importante manifestazione, con almeno diecimila partecipanti.
La notizia giunse anche in Europa, dove nei primi giorni di settembre 1864 era nata a Londra la "Prima Internazionale", ovvero l'Associazione Internazionale dei Lavoratori, molto vicina ai primi movimenti socialisti repubblicani e libertari dell'epoca.

### Le otto ore lavorative
La conquista delle otto ore lavorative, iniziata il 1º maggio 1867 soltanto nello stato dell'Illinois, ebbe una successiva espansione lenta e graduale in tutto il territorio statunitense. Ancora nel 1882, nella città di New York, fu organizzata una importante protesta il 5 settembre, mentre due anni dopo, nel 1884, in un'analoga manifestazione statunitense, gli stessi Knights of Labor approvarono una risoluzione affinché l'evento di protesta avesse una ricorrenza annuale, senza però proporre ancora una data ufficiale nell'Illinois.

### Rivolta di Chicago e il 1º Maggio
Il 1º maggio 1886, in occasione del 19º anniversario dell'entrata in vigore della legge dell'Illinois sulle otto ore lavorative, fu deciso dalla Federation of Organized Trades and Labour Unions come il giorno di scadenza limite per estendere tale legge in tutto il territorio americano, pena l'astensione dal lavoro, con uno sciopero generale a oltranza.

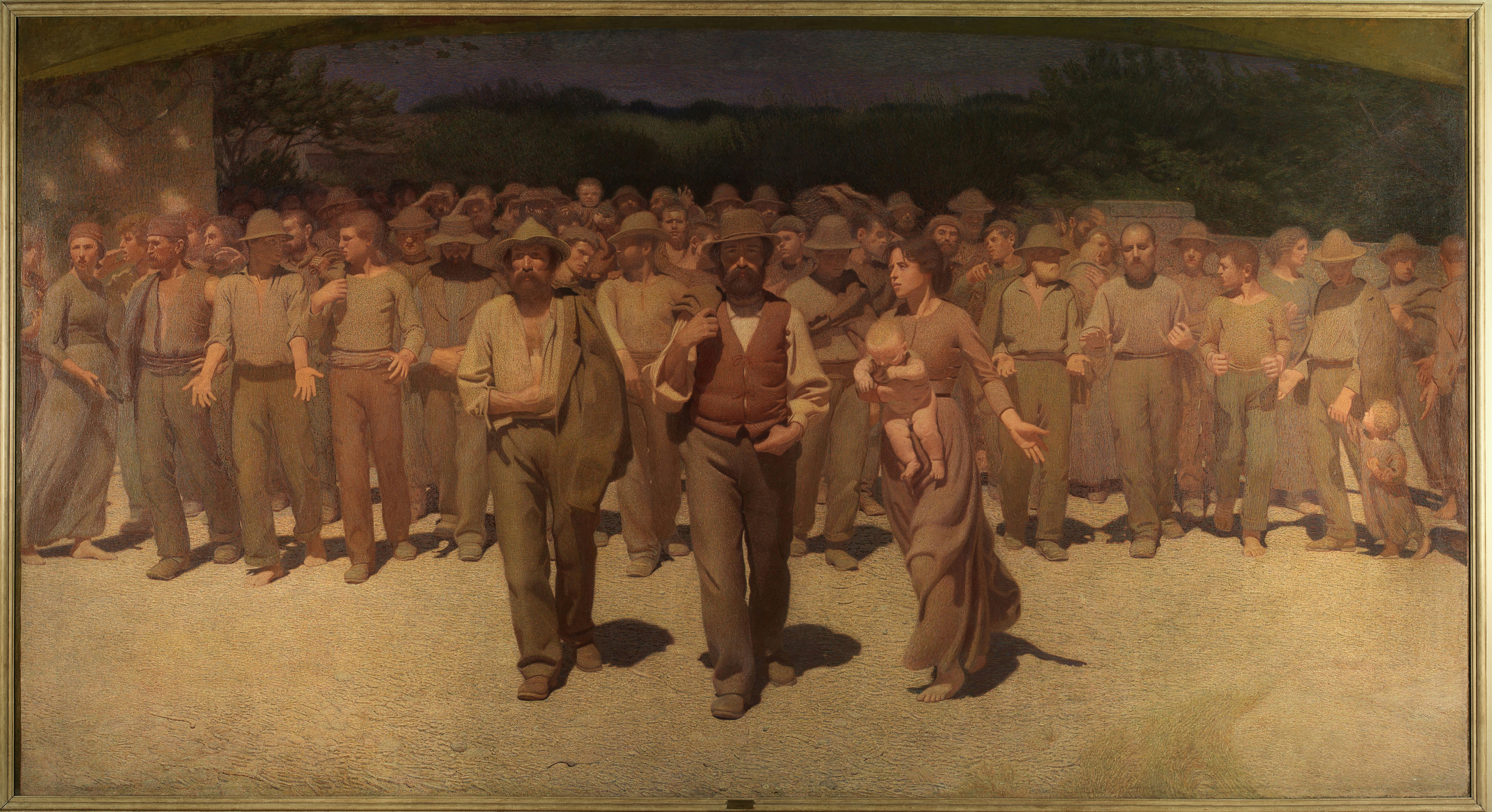
Il quarto stato, di Giuseppe Pellizza da Volpedo

In quel giorno, anche Chicago partecipò allo sciopero generale, in particolare la fabbrica di mietitrici McCormick. La polizia, chiamata a reprimere l'assembramento, sparò sui manifestanti, uccidendone due e ferendone diversi altri. Per protestare contro la brutalità delle forze dell'ordine, gli anarchici locali organizzarono una manifestazione da tenersi nell'Haymarket Square, la piazza che normalmente ospitava il mercato delle macchine agricole. Questi fatti ebbero il loro culmine il 4 maggio, quando da una traversa fu lanciata una bomba che provocò la morte di sei poliziotti e il ferimento di una cinquantina. A quel punto la polizia sparò sui manifestanti. Nessuno ha mai saputo né il numero delle vittime né chi sia stato a lanciare la bomba. Fu il primo attentato alla dinamite nella storia degli Stati Uniti.
Il 20 agosto 1887 fu emessa la sentenza del tribunale: furono condannati come anarchici otto uomini, sette dei quali a morte.
August Spies, Michael Schwab, Samuel Fielden, Albert R. Parsons, Adolph Fischer, George Engel e Louis Lingg furono condannati a morte; Oscar W. Neebe a reclusione per 15 anni.
In seguito a pressioni internazionali, la condanna a morte di Fielden e Schwab fu commutata in ergastolo; il cancelliere Otto von Bismarck proibì tutte le manifestazioni in favore degli accusati di Haymarket.
L'11 novembre 1887, i condannati a morte furono tutti impiccati a Chicago. Le ultime parole pronunciate furono:
- Spies: «Salute, verrà il giorno in cui il nostro silenzio sarà più forte delle voci che oggi soffocate con la morte!»
- Fischer: «Hoch die Anarchie!» (Viva l'anarchia!)
- Engel: «Urrà per l'anarchia!»
- Parsons, la cui agonia fu terribile, riuscì appena a parlare, perché il boia strinse immediatamente il cappio e fece cadere la trappola. Le sue ultime parole furono queste: «Fate sentire la voce del popolo!»

### La data del 1º maggio si diffonde nel mondo
Nel 1887, l'allora presidente degli Stati Uniti d'America, Grover Cleveland, ritenne che il giorno 1º maggio avrebbe potuto costituire un'opportunità per commemorare i sanguinosi episodi di Chicago. Successivamente, temendo che la commemorazione potesse rafforzare eccessivamente il nascente socialismo, spostò l'oggetto della festività sull'antica Organizzazione dei Cavalieri del Lavoro. Tuttavia, già pochi giorni dopo il sacrificio dei cosiddetti Martiri di Chicago, gli stessi lavoratori della città statunitense tennero un'imponente manifestazione a lutto, prova che le idee socialiste non erano affatto morte.
Le notizie degli eventi tragici di Chicago si estesero anche in altri stati di tutto il continente americano, per poi estendersi anche in Europa. La data del 1º maggio fu adottata ad esempio in Canada, soltanto nel 1894, sebbene il concetto di festa del lavoro sia in questo caso riferita a precedenti marce di lavoratori tenutesi a Toronto e Ottawa nel 1872.
Al Congresso Internazionale di Parigi del 1889, che diede il via alla Seconda Internazionale, il giorno 1º maggio fu dichiarato ufficialmente come la Festa Internazionale dei Lavoratori, e fu adottata da molti paesi nel mondo.

Dall'altra parte dell'emisfero terrestre, come ad esempio in Australia, la commemorazione ricorda la "Festa delle Otto Ore" (lavorative). Tuttavia, nella zona del Queensland, se inizialmente si usava celebrarla sempre il giorno 1º maggio, in epoche più recenti e anche in altre zone australiane si usa farla cadere il primo lunedì di maggio, oppure di marzo, ma anche ottobre.
La commemorazione fu poi ripresa anche dal mondo cattolico: il 1º maggio 1955, papa Pio XII istituì per tutta la Chiesa cattolica la festa di San Giuseppe lavoratore, perché tale data potesse essere condivisa a pieno titolo anche dai lavoratori cattolici.

## La Festa dei lavoratori in Italia
In Italia, non appena si diffuse la notizia dell'esecuzione degli esponenti anarchici di Chicago nel 1888, il popolo livornese si rivoltò prima contro le navi statunitensi ancorate nel porto, e poi contro la Questura della stessa città, dove si diceva che si fosse rifugiato il console degli Stati Uniti.

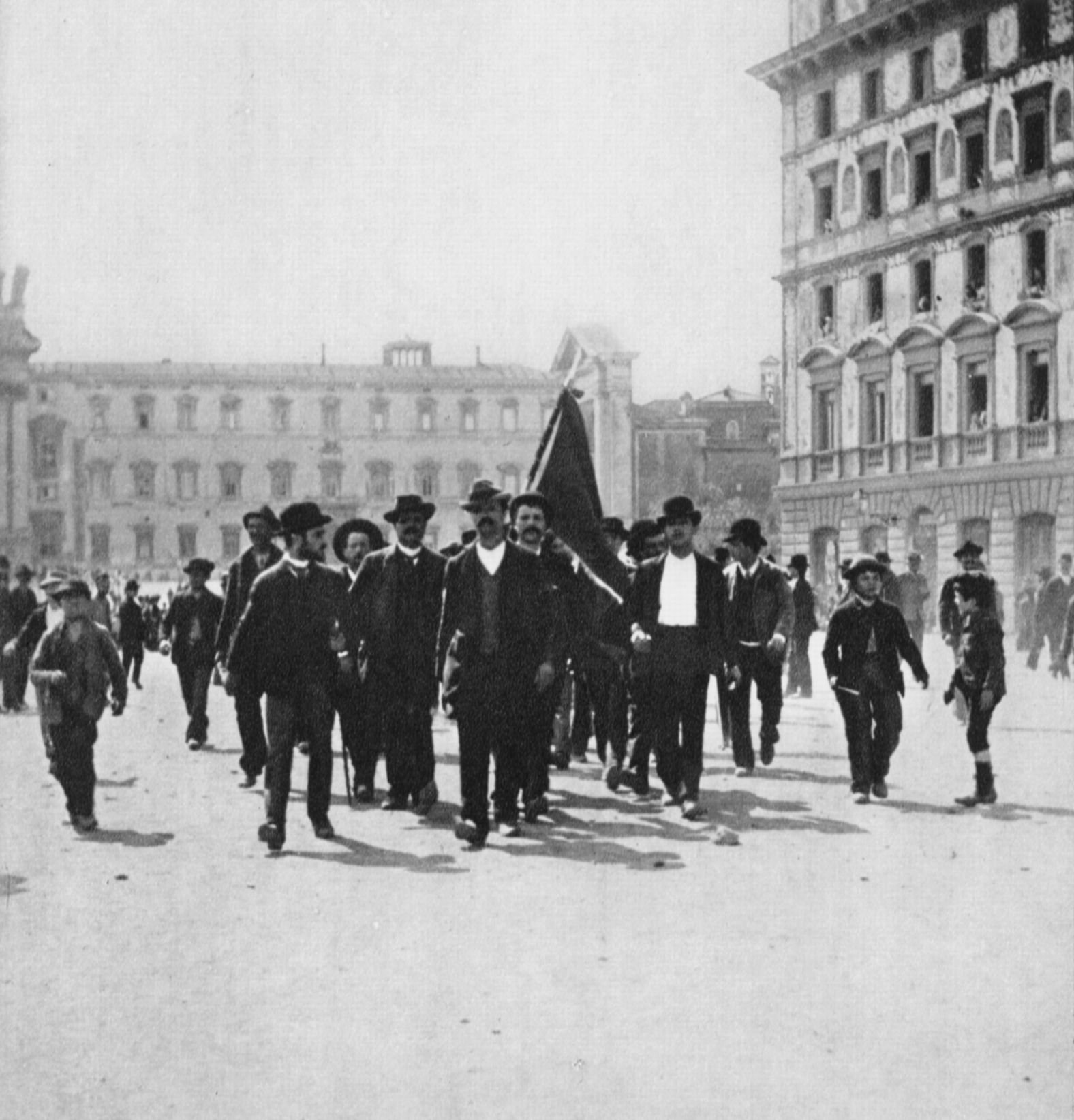
Manifestazione a Roma nel 1891

Nel 1919 la FIOM riuscì a firmare con la Confederazione degli industriali un accordo per la riduzione d'orario a otto ore giornaliere e 48 settimanali (l’accordo prevedeva, tra l’altro, il riconoscimento delle Commissioni interne e la loro istituzione in ogni fabbrica; la nomina di una Commissione per il miglioramento della legislazione sociale e di un'altra per studiare la riforma delle paghe e del carovita). Con il Regio decreto n.692 del 15 marzo 1923, emanato dal primo governo Mussolini, le otto ore lavorative diventarono legge, venendo estese ad alcune categorie di lavoratori (furono esclusi, ad esempio, i lavoratori agricoli) e introducendo diversi casi di non applicabilità del limite nel numero di ore.
La decisione in Europa in merito alla festività del 1º maggio, ufficializzata dai delegati socialisti della Seconda Internazionale riuniti a Parigi nel 1889, fu ratificata in Italia soltanto due anni dopo.
Le prime manifestazioni e festeggiamenti di cui si hanno notizia certa in Italia, avvennero a Torino tra la fine di aprile e il primo maggio 1890.
La rivista La Rivendicazione, pubblicata a Forlì, cominciava così l'articolo Per primo maggio, uscito il 26 aprile 1890: «Il primo maggio è come parola magica che corre di bocca in bocca, che rallegra gli animi di tutti i lavoratori del mondo, è parola d'ordine che si scambia fra quanti si interessano al proprio miglioramento».
Tra le prime documentazioni filmate della festa in Italia, il produttore cinematografico Cataldo Balducci presenta il documentario Grandiosa manifestazione per il primo maggio 1913 ad Andria (indetta dalle classi operaie) che riprende la festa in sette quadri, e si può – così – vedere il corteo che percorre le strade affollate della Città: gli uomini, tutti con il cappello, seguono la banda che suona, con alcune bandiere.
La legge 260 del 1949 istituisce la festa del lavoro e stabilisce che per il 1º maggio i lavoratori ricevano una retribuzione pari a quella di una normale giornata lavorativa, in aggiunta a quella per l'eventuale lavoro effettivamente svolto.

### Sotto il fascismo
Durante il ventennio fascista, dal 1923 la celebrazione della festa del lavoro fu anticipata al 21 aprile, in coincidenza con il Natale di Roma, divenendo per la prima volta giorno festivo; tutti gli accordi stabiliti tra industriali e operai per la «giornata di vacanza» per il 1º maggio dovevano essere applicati al 21 aprile.
«Il governo vieta, conseguentemente, ogni manifestazione. La Questura di Roma riferisce che sono stati arrestati 15 repubblicani che inneggiavano al primo maggio e cantavano inni sovversivi». "La Giustizia" del 2 maggio 1923 parlava di "primo maggio represso" e ancora l'anno successivo il giornale - che pure era l'organo ufficiale del partito di Giacomo Matteotti, che aveva respinto l'invito dei comunisti a manifestazioni comuni - rivelava con compiacimento che a Roma si era astenuto dal lavoro il 20 per cento della forza lavoro.
Nel 1946, al termine della Seconda guerra mondiale, la celebrazione fu poi riportata al 1º maggio ed elencata tra i giorni festivi; la ricorrenza fu inserita stabilmente tra le festività dal 1949.

### La strage di Portella della Ginestra

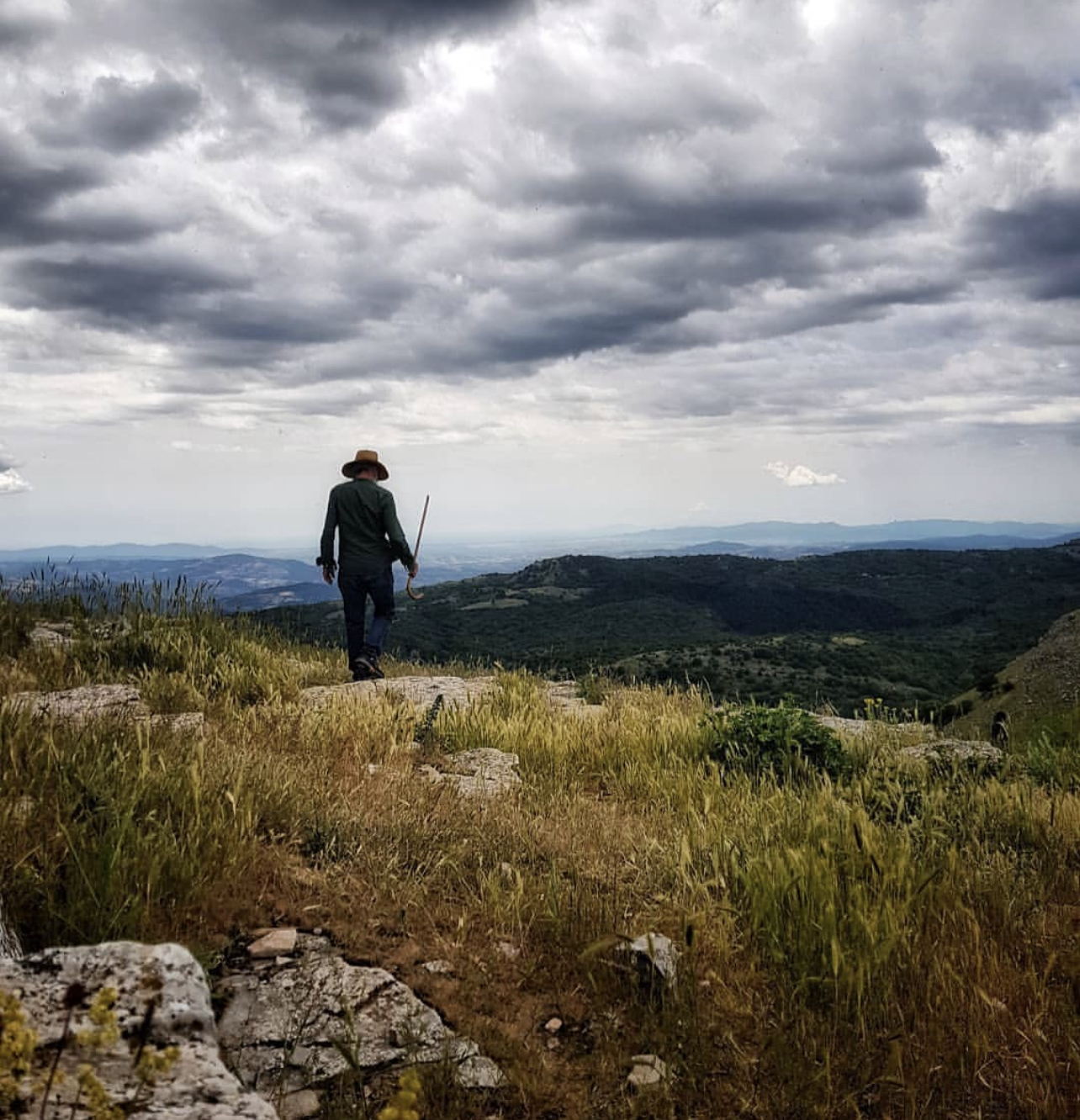
Manifestazione per il primo maggio in Italia, negli anni cinquanta

Il 1º maggio 1947 la ricorrenza venne funestata dall'eccidio di Portella della Ginestra (PA), nella quale la banda criminale di Salvatore Giuliano sparò su un corteo di circa duemila lavoratori in festa, uccidendone quattordici (di cui undici sul momento) e ferendone una cinquantina. Alcune fonti sostengono che tale sparatoria sarebbe stata organizzata dai servizi segreti statunitensi, con lo scopo di condizionare le successive elezioni politiche, che avrebbero potuto vedere una vittoria del Fronte di sinistra, inviso agli Stati Uniti.

### Il "concertone" di Roma

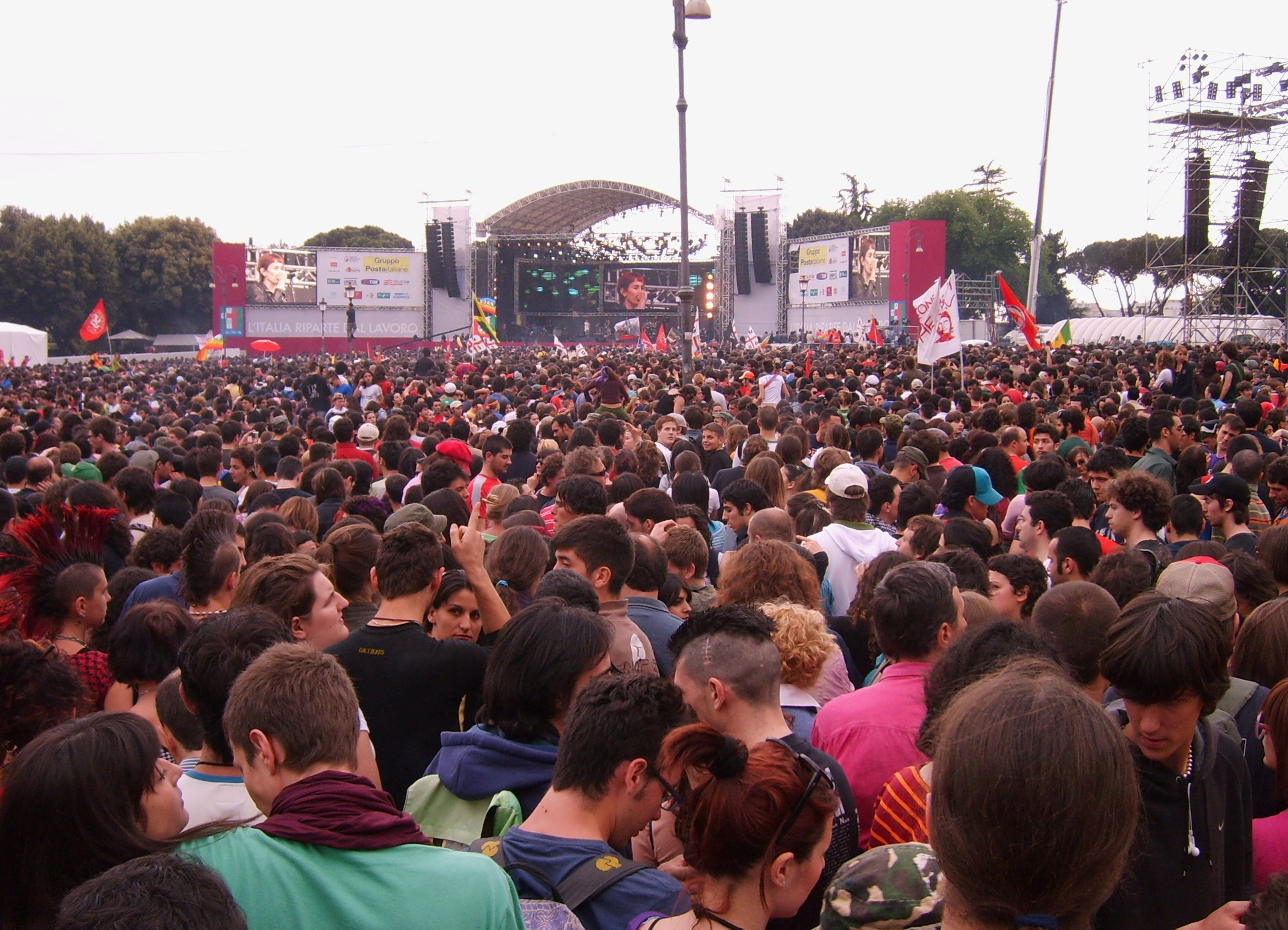
Concerto del Primo Maggio a Roma nel 2007. Erano presenti circa 700000 persone

Dal 1990, i sindacati confederali CGIL, CISL e UIL, in collaborazione con il comune di Roma, hanno istituito un grande concerto per celebrare il primo maggio, rivolto soprattutto ai giovani: la manifestazione si tiene a Roma, tradizionalmente in piazza di San Giovanni in Laterano (nel 2020 e 2021 all'Auditorium Parco della Musica, nel 2024 al Circo Massimo) dal primo pomeriggio fino alla notte, con la partecipazione di molti gruppi musicali e cantanti, ed è seguita da centinaia di migliaia di persone, oltre a essere trasmessa in diretta televisiva dalla Rai.
A partire dal 2013 viene annualmente organizzato un concerto anche a Taranto, che essendo in concomitanza con quello a Roma, è quindi definito controconcerto. L'evento viene organizzato dal Comitato Cittadini e Lavoratori Liberi e Pensanti di Taranto, con la direzione artistica di Michele Riondino, Roy Paci e Antonio Diodato, e si tiene nel parco archeologico delle mura greche. Il concertone Libero e Pensante prevede la partecipazione di numerosi artisti, a titolo gratuito, assieme ad importanti interventi di associazioni e comitati, con attività di denuncia e lotta per i diritti umani, dell'ambiente e, logicamente, dei lavoratori.

## La Festa dei lavoratori nel mondo

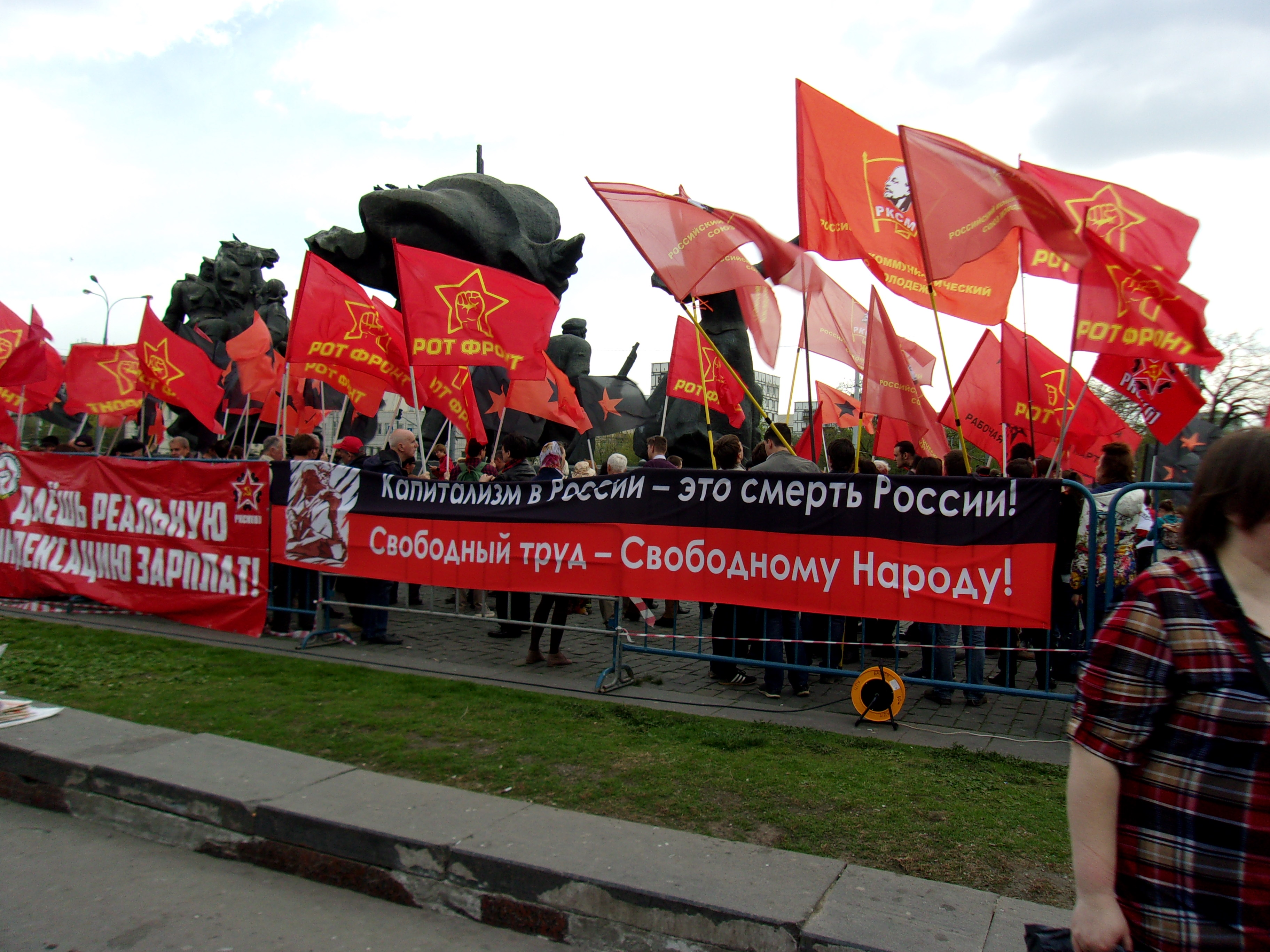
Celebrazioni per il Primo maggio a Mosca nel 2016

Nei seguenti paesi la Festa dei lavoratori è festa ufficiale nazionale. In alcuni paesi, come nei Paesi Bassi e Danimarca, non è festa ufficiale nonostante esistano alcune celebrazioni in occasione del Primo maggio.
Africa
- Algeria
- Camerun
- Egitto
- Kenya
- Marocco
- Sudafrica
- Tanzania
- Tunisia
- Togo

Americhe
- Argentina
- Bolivia
- Brasile
- Canada (celebrata il primo lunedì di settembre)
- Cile
- Colombia
- Costa Rica
- Cuba
- Ecuador
- El Salvador
- Guatemala
- Haiti
- Messico
- Panama
- Perù
- Rep. Dominicana
- Stati Uniti (celebrata il primo lunedì di settembre)
- Uruguay
- Venezuela

Asia
- Armenia
- Bahrein
- Bangladesh
- Birmania
- Cambogia
- Cina
- Corea del Nord
- Filippine
- Giordania
- India
- Indonesia
- Iraq
- Libano
- Macao
- Malaysia
- Maldive
- Nepal
- Pakistan
- Russia[20]
- Singapore
- Siria
- Sri Lanka
- Taiwan
- Thailandia
- Turchia
- Vietnam

Europa
- Albania
- Austria
- Belgio
- Bosnia ed Erzegovina
- Bulgaria
- Cipro[21]
- Città del Vaticano
- Croazia
- Finlandia
- Francia
- Germania
- Grecia (opzionale)
- Islanda
- Italia
- Lituania
- Lussemburgo
- Macedonia del Nord
- Malta
- Polonia
- Portogallo
- Rep. Ceca
- Romania
- Russia
- San Marino
- Serbia
- Slovenia
- Slovacchia
- Spagna
- Svezia
- Svizzera (solo in alcuni cantoni)
- Turchia[22]
- Ucraina
- Ungheria

Oceania
- Australia (solo nel Territorio del Nord, celebrata il primo lunedì di maggio)
- Nuova Zelanda (celebrata il quarto lunedì di ottobre)